# Hrvatska košarkaška reprezentacija
Hrvatska košarkaška reprezentacija predstavlja Hrvatsku na međunarodnim natjecanjima. Pod vodstvom je Hrvatskog košarkaškog saveza.
Hrvatska košarkaška reprezentacija nastupa od 1991. godine, kada se osamostalio Hrvatski košarkaški savez.
Reprezentacija se nalazi na 30. mjestu na svijetu po plasmanu FIBA-e. 
Hrvatska je svoje zlatne dane košarke imala tijekom godina osamostaljivanja (1992. – 1995.), osvojivši tri brončane medalje i jednu srebrnu.

## Osvojene medalje
| Natjecanje         |   |   |   | Ukupno |
| ------------------ | - | - | - | ------ |
| Olimpijske igre    | 0 | 1 | 0 | 1      |
| Svjetska prvenstva | 0 | 0 | 1 | 1      |
| Europska prvenstva | 0 | 0 | 2 | 2      |
| Mediteranske igre  | 1 | 1 | 0 | 2      |
| Ukupno             | 1 | 2 | 3 | 6      |

## Izbornici kroz povijest
| Godine rada   | Izbornik                   | Natjecanja                          |
| ------------- | -------------------------- | ----------------------------------- |
| 1992.         | Petar Skansi               | OI 1992.                            |
| 1993.         | Mirko Novosel              | EP 1993.                            |
| 1994.         | Josip Đerđa                | SP 1994.                            |
| 1995.         | Aleksandar Petrović        | EP 1995.                            |
| 1996. – 1997. | Petar Skansi               | 7. OI 1996. 11. EP 1997.            |
| 1997. – 1998. | Srećko Medvedec            |                                     |
| 1998. – 1999. | Boško Božić                | 9. EP 1999.                         |
| 1999. – 2001. | Aleksandar Petrović        | 7. EP 2001.                         |
| 2001. – 2005. | Neven Spahija              | 11. EP 2003. 7. EP 2005.            |
| 2005. – 2009. | Jasmin Repeša              | 6. EP 2007. 6. OI 2008. 6. EP 2009. |
| 2010. – 2011. | Josip Vranković            | 14. SP 2010. 13. EP 2011.           |
| 2012. – 2014. | Jasmin Repeša              | 4. EP 2013. 10. SP 2014.            |
| 2015.         | Velimir Perasović          | 9. EP 2015.                         |
| 2016. – 2017. | Aleksandar Petrović        | 5. OI 2016. 10. EP 2017.            |
| 2017. – 2018. | Ivica Skelin               |                                     |
| 2018. – 2019. | Dražen Anzulović           |                                     |
| 2019. – 2022. | Veljko Mršić               |                                     |
| 2022.         | Damir Mulaomerović         | 12. EP 2022.                        |
| 2022. – 2023. | Aleksandar Petrović (v.d.) |                                     |
| 2023. – 2025. | Josip Sesar                |                                     |
| 2025. – danas | Tomislav Mijatović         |                                     |

## Povijest reprezentacije po natjecanjima
Kad je u Karlovcu, u Šancu gostovala 2. lipnja 1964. gostovala odabrana selekcija NBA lige, u njoj su igrale ondašnje velike zvijezde poput Billa Russella, Oscara Robertsona, Boba Cousyja, Jerryja Lucasa i dr.; u tom je sastavu bilo pet (od ukupno devet) NBA igrača, a danas su devetorica njih članovima Kuće slavnih. Nastupili su kao momčad svih zvijezda ("All stars"), a igrali su protiv hrvatske košarkaške reprezentacije, pobijedivši 110:65 (50:31). Za Hrvatsku su tad igrali Josip Đerđa, Boris Križan, Nemanja Đurić, Dragan Kovačić, Marko Ostarčević, Živko Kasun, Slobodan Kolaković, Petar Skansi, Zlatko Kiseljak, Željko Troskot, Stjepan Ledić, Mirko Novosel.

### Rezultati na velikim natjecanjima
| - kao dio Jugoslavije - OI 1936. – nije sudjelovala - OI 1940. – nisu održane - OI 1944. – nisu održane - OI 1948. – nije sudjelovala - OI 1952. – nije sudjelovala - OI 1956. – nije sudjelovala - OI 1960. – 6. mjesto - OI 1964. – 7. mjesto - OI 1968. – srebro - OI 1972. – 5. mjesto - OI 1976. – srebro - OI 1980. – zlato - OI 1984. – bronca - OI 1988. – srebro - kao samostalna Hrvatska - OI 1992.: – srebro 1 - OI 1996. – 7. mjesto - OI 2000. – nije sudjelovala - OI 2004. – nije sudjelovala - OI 2008. – 6. mjesto - OI 2012. – nije sudjelovala - OI 2016. – 5. mjesto - OI 2020. – nije sudjelovala - OI 2024. – nije sudjelovala | - kao dio Jugoslavije - 1950.: 9. mjesto - 1954.: 11. mjesto - 1959.: nije sudjelovala - 1963.: srebro - 1967.: srebro - 1970.: zlato - 1974.: srebro - 1978.: zlato - 1982.: bronca - 1986.: bronca - 1990.: zlato - kao samostalna Hrvatska - 1994.: bronca - 1998.: nije sudjelovala - 2002.: nije sudjelovala - 2006.: nije sudjelovala - 2010.: 14. mjesto - 2014.: 10. mjesto - 2019.: nije sudjelovala - 2023.: nije sudjelovala | - kao dio Jugoslavije - 1951.: ... - 1955.: ... - 1959.: zlato - 1963.: bronca - 1967.: zlato - 1971.: zlato - 1975.: zlato - 1979.: srebro - 1983.: zlato - 1987.: nije sudjelovala - 1991.: 5. mjesto - kao samostalna Hrvatska - 1993.: srebro - 1997.: 5. mjesto - 2001.: nije sudjelovala - 2005.: nije sudjelovala - 2009.: zlato - 2013.: nije sudjelovala - od 2018. igra se košarka 3 na 3 |

1- malo je nedostajalo da nije sudjelovala na OI zbog tromosti administracije u MOO i egoističnih nešportskih interesa konkurenata, kao što je to bio slučaj s vaterpolistima, rukometašima, košarkašicama i rukometašicama

### Europsko prvenstvo u Njemačkoj 1993.
Nakon olimpijskog srebra iz Barcelone 1992. godine, prvo veliko natjecanje naše reprezentacije bilo je Europsko prvenstvo u Njemačkoj godinu dana kasnije. Europskom prvenstvu u Njemačkoj prethodila je teška prometna nesreća u kojoj je Dražen Petrović izgubio život. U prvoj fazi natjecanja reprezentacija Hrvatske igrala je s Francuskom, Turskom i Bugarskom. Nakon sve tri pobjede odlazi kao prvoplasirana momčad u drugu fazu natjecanja koju pobjedama protiv domaćina i Estonaca također završava na prvoj poziciji. U četvrtfinalu igrali su protiv reprezentacije Bosne i Hercegovine, a rezultat je bio 98:78 za Hrvatsku.
U polufinalnom susretu Rusi su bili bolji i zasluženo prošli u finale rezultatom 84:76. Ostala je borba za treće mjesto u kojoj su hrvatski reprezentativci doslovno deklasirali Grčku s čak 40 koševa razlike rezultatom 99:59. Europski prvaci postali su domaćini nakon pobjede nad Rusijom rezultatom 71:70. Hrvatska reprzentacija se na čelu s izbornikom Mirkom Novoselom vratila se u domovinu s brončanim odličjem. Osvajači bronce u Njemačkoj bili su: Rađa, Žan Tabak, Komazec, Vranković, Perasović, Cvjetičanin, Mršić, Arapović, Alanović, Kovačić, Žurić i Gregov.

### Svjetsko prvenstvo u Kanadi 1994. i Europsko prvenstvo u Grčkoj 1995.
U razdoblju između dva Europska prvenstva, Hrvatska je na Svjetskom prvenstvu u Kanadi 1994. nastavila niz osvajanja medalja osvojivši broncu nakon novog slavlja protiv Grka. Niz se nastavio i 1995. godine na Europskom prvenstvu u Grčkoj. Prvenstvo se igralo novim sustavnom s dvije grupe u početnoj fazi natjecanja, Hrvatska je bila u grupi B zajedno s Finskom, Francuskom, Rusijom, Španjolskom, Slovenijom i Turskom.
Nakon maksimalnog učinka u skupini Hrvatska je u četvrtzavršnici igrala protiv Italije, a susret je završio rezultatom 71:61 za Hrvatsku. U polufinalu Hrvatska je poražena od tradicionalno neugodne Litve rezultatom 90:80. U susretu za treće mjesto Hrvatska je opet igrala protiv Grčke i opet slavila. Rezultat je bio 73:68 i osvojili novo brončano odličje. Europsko prvenstvo u Grčkoj pamti se po finalnom susretu između Jugoslavije i Litve. Jugoslavija je osvojila naslov.
Izbornik ove brončane generacije bio je Aleksandar "Aco" Petrović, a roster reprezentacije činili su: Kukoč, Rađa, Komazec, Perasović, Alanović, Mršić, Žurić, Gregov,  Pejčinović, Ivica Marić te Stojko i Josip Vranković. Ove dvije bronce ujedno su i jedine dvije medalje na Europskim prvenstvima od Hrvatske samostalnosti do danas.

### Europsko prvenstvo u Španjolskoj 1997. i Francuskoj 1999.
Na Europskom prvenstvom u Španjolskoj 1997. godine pojavila se nova momčad - Rimac, Kelečević, Prkačin, Marcelić, Mulaomerović, Sesar, a nakon smjene generacija teško je bilo očekivati visok plasman. Hrvatska je prvenstvo završila na jedanaestoj poziciji uz samo dvije pobjede i to protiv istog suparnika - Njemačke. Naslov prvaka pripao je Jugoslaviji koja je u finalu porazila Italiju rezultatom 61:49.
Dvije godine kasnije na Europskom prvenstvu u Francuskoj, reprezentaciji se pridružio i povratnik Toni Kukoč. Hrvatska je turnir otvorila pobjedom protiv Italije, ali je već u drugom kolu poražena od Turske rezultatom 70:63. Drugi krug je izboren nakon lake pobjede protiv Bosne i Hercegovine. Nakon slavlja protiv Češke i novog poraza od Litve, utakmica protiv Njemačke bila je kvalifikacijska za prolaz u četvrtfinale. Njemačka je slavila s visokih 102:85, a briljirao je Tomić s 32 koša. Hrvatska je kao i prije dvije godine završila na 11. mjestu.

### Novo tisućljeće: Europsko prvenstvo u Turskoj 2001. i Švedskoj 2003.
Godine 2001. domaćin Europskog prvenstva bila je Turska. Hrvatska je napokon izborila plasman u četvrtfinale, a protivnik za prolaz u polufinale bila je domaća reprezentacija. Turci su slavili u uzbudljivoj završnici nakon produžetka iako je hrvatska reprezentacija u jednom dijelu utakmice vodila s čak 19 koševa prednosti. Hrvatska je završila na sedmom mjestu nakon minimalne pobjede protiv Latvije rezultatom 93:91.
Iduće Europsko prvenstvo održano je 2003. godine u Švedskoj. Očekivao se povratak u sam vrh europske košarke, a uslijedilo je novo razočaranje. Minimalni porazi od Grčke i Turske te pobjeda protiv Ukrajine usmjerili su nas na Rusiju u eliminacijskoj fazi. Hrvatska je poražena rezultatom 81:77 iako je veći dio utakmice imala prednost, te su ponovo završili na 11. mjestu.

### Europsko prvenstvo u Srbiji i Crnoj Gori 2005. i Španjolskoj 2007.
Na Europsko prvenstvo u Srbiju i Crnu Goru hrvatska reprezentacija odlazi prekinuti 10-godišnje razdoblje neprolaska u polufinale. Nažalost, bezuspješno. Sudačka trojka Lamonica, Dovidavičius i Drabikowski izbacila je hrvatsku reprezentaciju iz daljnjeg natjecanja i uništila snove o novoj medalji. Naslov prvaka završio je u rukama Grka koji su slavili protiv Njemačke rezultatom 78:62, a Hrvatska je završila kao sedma.
Najbolji plasman nakon zadnjih osvojenih medalja hrvatska reprezentacija ostvarila je na Europskom prvenstvu u Španjolskoj održanom 2007. godine. Nakon lošeg starta i poraza od Latvije, reprezentacija je ostvarila pobjedu protiv domaćina. U drugoj fazi slijede novi porazi od Grčke i Rusije, ali zahvaljujući ostalim rezultatima u skupini ostvaren je prolaz u četvrtfinale, u kojemu ih je čekala Litva.
Hrvatska je ponovo poražena od Litavaca, a utakmica je završila rezultatom 74:72. Razlog porazu bio je veliki broj promašaja slobodnih bacanja u hrvatskoj reprezentaciji. Dan poslije Hrvatska je slavila protiv Francuske u vrlo važnoj utakmici za šesto mjesto koje je vodilo na Olimpijske igre u Pekingu.

## Plasmani na velikim natjecanjima
| Godina | Olimpijske igre | Svjetska prvenstva | Europska prvenstva | Mediteranske igre |
| ------ | --------------- | ------------------ | ------------------ | ----------------- |
| 1992.  | srebro          |                    |                    |                   |
| 1993.  |                 |                    | bronca             | srebro            |
| 1994.  |                 | bronca             |                    |                   |
| 1995.  |                 |                    | bronca             |                   |
| 1996.  | 7.              |                    |                    |                   |
| 1997.  |                 |                    | 11.                | 5.                |
| 1998.  |                 | bez nastupa        |                    |                   |
| 1999.  |                 |                    | 11.                |                   |
| 2000.  | bez nastupa     |                    |                    |                   |
| 2001.  |                 |                    | 7.                 | bez nastupa       |
| 2002.  |                 | bez nastupa        |                    |                   |
| 2003.  |                 |                    | 11.                |                   |
| 2004.  | bez nastupa     |                    |                    |                   |
| 2005.  |                 |                    | 7.                 | bez nastupa       |
| 2006.  |                 | bez nastupa        |                    |                   |
| 2007.  |                 |                    | 6.                 |                   |
| 2008.  | 6.              |                    |                    |                   |
| 2009.  |                 |                    | 6.                 | zlato             |
| 2010.  |                 | 14.                |                    |                   |
| 2011.  |                 |                    | >12.               |                   |
| 2012.  | bez nastupa     |                    |                    |                   |
| 2013.  |                 |                    | 4.                 | bez nastupa       |
| 2014.  |                 | 10.                |                    |                   |
| 2015.  |                 |                    | 9.                 |                   |
| 2016.  | 5.              |                    |                    |                   |
| 2017.  |                 |                    | 10.                |                   |
| 2018.  |                 |                    |                    |                   |
| 2019.  |                 | bez nastupa        |                    |                   |
| 2020.  | bez nastupa     |                    |                    |                   |
| 2021.  |                 |                    |                    |                   |
| 2022.  |                 |                    | 12.                |                   |
| 2023.  |                 | bez nastupa        |                    |                   |
| 2024.  | bez nastupa     |                    |                    |                   |

## Trenutna momčad
( kvalifikacije za OI 2024.)
| Hrvatska              | Hrvatska              | Hrvatska      | Hrvatska | Hrvatska | Hrvatska                     |
| Broj                  | Igrač                 | Pozicija      | Visina   | Godine   | Momčad                       |
| --------------------- | --------------------- | ------------- | -------- | -------- | ---------------------------- |
| 2                     | Goran Filipović       | Razigravač    | 1,80 m   | 26       | KK Igokea                    |
| 3                     | Jaleen Smith          | Razigravač    | 1,93 m   | 28       | KK Partizan                  |
| 4                     | Borna Kapusta         | Razigravač    | 1,83 m   | 27       | KK Split                     |
| 5                     | Filip Krušlin         | Bek šuter     | 1,98 m   | 35       | SIG Strasbourg               |
| 8                     | Mario Hezonja         | Bek šuter     | 2,00 m   | 28       | Real Madrid                  |
| 9                     | Dario Šarić (kapetan) | Krilni centar | 2,07 m   | 29       | Golden State Warriors        |
| 13                    | Ivan Vraneš           | Centar        | 2,07 m   | 28       | BC Juventus Litva            |
| 22                    | Danko Branković       | Centar        | 2,14 m   | 23       | FC Bayern München Basketball |
| 23                    | Mateo Drežnjak        | Bek šuter     | 1,96 m   | 24       | SC Derby                     |
| 24                    | Dario Drežnjak        | Nisko krilo   | 2,00 m   | 25       | KK Zadar                     |
| 40                    | Ivica Zubac           | Centar        | 2,16 m   | 26       | Los Angeles Clippers         |
| 99                    | Toni Nakić            | Krilni centar | 2,00 m   | 25       | CB Breogán                   |
| Izbornik: Josip Sesar |                       |               |          |          |                              |

## Poznati igrači
- Krešimir Ćosić
- Dražen Petrović
- Toni Kukoč
- Dino Rađa
- Stojko Vranković
- Velimir Perasović
- Arijan Komazec
- Damir Mulaomerović
- Zoran Planinić
- Gordan Giriček
- Nikola Vujčić
- Ante Tomić
- Bojan Bogdanović

## Unutarnje poveznice
- hrvatska košarkaška reprezentacija do 20 godina
- hrvatska košarkaška reprezentacija do 18 godina
- hrvatska košarkaška reprezentacija do 16 godina
- Hrvatski košarkaški savez
- Popis utakmica Hrvatske košarkaške reprezentacije
- Hrvatska reprezentacija u košarci 3 na 3

## Vanjske poveznice

### Sestrinski projekti
|  | Zajednički poslužitelj ima još gradiva o temi Hrvatska košarkaška reprezentacija |

### Mrežna mjesta
- Hrvatski košarkaški savez: Reprezentacije

| Međunarodna košarka | Međunarodna košarka |
| --- | ------------------- |
| |                     |
| FIBA \| Olimpijske igre \| Svjetsko prvenstvo \| FIBA-ina ljestvica Afrika: FIBA Afrika – Afričko prvenstvo Amerika: FIBA Amerika – Američko prvenstvo Azija: FIBA Azija - Azijsko prvenstvo Europa: FIBA Europa – Europsko prvenstvo Oceanija: FIBA Oceanija – Oceanijsko prvenstvo |                     |

| Međunarodna košarka | Međunarodna košarka |
| --- | ------------------- |
| |                     |
| FIBA \| Olimpijske igre \| Svjetsko prvenstvo \| FIBA-ina ljestvica Afrika: FIBA Afrika – Afričko prvenstvo Amerika: FIBA Amerika – Američko prvenstvo Azija: FIBA Azija - Azijsko prvenstvo Europa: FIBA Europa – Europsko prvenstvo Oceanija: FIBA Oceanija – Oceanijsko prvenstvo |                     |

| Košarka u Hrvatskoj | Košarka u Hrvatskoj                                                                     |
| ------------------- | --------------------------------------------------------------------------------------- |
|                     |                                                                                         |
| Ligaška natjecanja  | Premijer liga \| Prva liga \| A-2 liga \| B-1 liga \| A-1 liga (žene) \| 3 na 3         |
|                     |                                                                                         |
| Ostala natjecanja   | Kup Krešimira Ćosića \| Kup Ružice Maglaj - Rimac \| Hrvatski košarkaški All-Star       |
|                     |                                                                                         |
| Reprezentacija      | Reprezentacija \| Reprezentacija (žene) \| U-20 \| U-18 \| U-16 \| Kadeti \| Kadetkinje |
|                     |                                                                                         |
| Klubovi             | Kategorija \| Hrvatski klubovi osvajači i finalisti europskih ili svjetskih kupova      |

| Košarka u Hrvatskoj | Košarka u Hrvatskoj                                                                     |
| ------------------- | --------------------------------------------------------------------------------------- |
|                     |                                                                                         |
| Ligaška natjecanja  | Premijer liga \| Prva liga \| A-2 liga \| B-1 liga \| A-1 liga (žene) \| 3 na 3         |
|                     |                                                                                         |
| Ostala natjecanja   | Kup Krešimira Ćosića \| Kup Ružice Maglaj - Rimac \| Hrvatski košarkaški All-Star       |
|                     |                                                                                         |
| Reprezentacija      | Reprezentacija \| Reprezentacija (žene) \| U-20 \| U-18 \| U-16 \| Kadeti \| Kadetkinje |
|                     |                                                                                         |
| Klubovi             | Kategorija \| Hrvatski klubovi osvajači i finalisti europskih ili svjetskih kupova      |

| Europske košarkaške reprezentacije (FIBA Europa) | Europske košarkaške reprezentacije (FIBA Europa) |
| --- | ------------------------------------------------ |
| |                                                  |
| Albanija • Andora • Armenija • Austrija • Azerbejdžan • Belgija • Bjelorusija • BiH • Bugarska • Cipar • Crna Gora • Češka • Danska • Estonija • Finska • Francuska • Gibraltar • Grčka • Gruzija • Hrvatska • Irska • Island • Italija • Izrael • Kosovo • Latvija • Litva • Luksemburg • Mađarska • Makedonija • Malta • Moldova • Monako • Nizozemska • Norveška • Njemačka • Poljska • Portugal • Rumunjska • Rusija • San Marino • Srbija • Slovačka • Slovenija • Španjolska • Švedska • Švicarska • Turska • Ukrajina • Velika Britanija |                                                  |
| |                                                  |
| Bivše države Čehoslovačka • Jugoslavija • DR Njemačka • Srbija i Crna Gora • SSSR • ZND |                                                  |
| Bivše države |                                                  |
| |                                                  |
| Čehoslovačka • Jugoslavija • DR Njemačka • Srbija i Crna Gora • SSSR • ZND |                                                  |

| Bivše države                                                               |
|                                                                            |
| Čehoslovačka • Jugoslavija • DR Njemačka • Srbija i Crna Gora • SSSR • ZND |

| Europske košarkaške reprezentacije (FIBA Europa) | Europske košarkaške reprezentacije (FIBA Europa) |
| --- | ------------------------------------------------ |
| |                                                  |
| Albanija • Andora • Armenija • Austrija • Azerbejdžan • Belgija • Bjelorusija • BiH • Bugarska • Cipar • Crna Gora • Češka • Danska • Estonija • Finska • Francuska • Gibraltar • Grčka • Gruzija • Hrvatska • Irska • Island • Italija • Izrael • Kosovo • Latvija • Litva • Luksemburg • Mađarska • Makedonija • Malta • Moldova • Monako • Nizozemska • Norveška • Njemačka • Poljska • Portugal • Rumunjska • Rusija • San Marino • Srbija • Slovačka • Slovenija • Španjolska • Švedska • Švicarska • Turska • Ukrajina • Velika Britanija |                                                  |
| |                                                  |
| Bivše države Čehoslovačka • Jugoslavija • DR Njemačka • Srbija i Crna Gora • SSSR • ZND |                                                  |
| Bivše države |                                                  |
| |                                                  |
| Čehoslovačka • Jugoslavija • DR Njemačka • Srbija i Crna Gora • SSSR • ZND |                                                  |

| Bivše države                                                               |
|                                                                            |
| Čehoslovačka • Jugoslavija • DR Njemačka • Srbija i Crna Gora • SSSR • ZND |

| Sastav Hrvatske košarkaške reprezentacije na Olimpijskim igrama u Barceloni 1992. (2. mjesto) | Sastav Hrvatske košarkaške reprezentacije na Olimpijskim igrama u Barceloni 1992. (2. mjesto) |
| --- | --------------------------------------------------------------------------------------------- |
| |                                                                                               |
| Dražen Petrović \| Velimir Perasović \| Danko Cvjetičanin \| Toni Kukoč \| Vladan Alanović \| Franjo Arapović \| Žan Tabak \| Stojko Vranković \| Alan Gregov \| Arijan Komazec \| Dino Rađa \| Aramis Naglić \| trener Petar Skansi |                                                                                               |

| Sastav Hrvatske košarkaške reprezentacije na Olimpijskim igrama u Barceloni 1992. (2. mjesto) | Sastav Hrvatske košarkaške reprezentacije na Olimpijskim igrama u Barceloni 1992. (2. mjesto) |
| --- | --------------------------------------------------------------------------------------------- |
| |                                                                                               |
| Dražen Petrović \| Velimir Perasović \| Danko Cvjetičanin \| Toni Kukoč \| Vladan Alanović \| Franjo Arapović \| Žan Tabak \| Stojko Vranković \| Alan Gregov \| Arijan Komazec \| Dino Rađa \| Aramis Naglić \| trener Petar Skansi |                                                                                               |

| Sastav Hrvatske košarkaške reprezentacije na Europskom prvenstvu u košarci - Njemačka 1993. (3. mjesto) | Sastav Hrvatske košarkaške reprezentacije na Europskom prvenstvu u košarci - Njemačka 1993. (3. mjesto) |
| --- | --- |
| | |
| Danko Cvjetičanin \| Alan Gregov \| Arijan Komazec \| Velimir Perasović \| Dino Rađa \| Stojko Vranković \| Veljko Mršić \| Emilio Kovačić \| Vladan Alanović \| Ivica Žurić \| Franjo Arapović \| Žan Tabak | |

| Sastav Hrvatske košarkaške reprezentacije na Europskom prvenstvu u košarci - Njemačka 1993. (3. mjesto) | Sastav Hrvatske košarkaške reprezentacije na Europskom prvenstvu u košarci - Njemačka 1993. (3. mjesto) |
| --- | --- |
| | |
| Danko Cvjetičanin \| Alan Gregov \| Arijan Komazec \| Velimir Perasović \| Dino Rađa \| Stojko Vranković \| Veljko Mršić \| Emilio Kovačić \| Vladan Alanović \| Ivica Žurić \| Franjo Arapović \| Žan Tabak | |

| Sastav Hrvatske košarkaške reprezentacije na svjetskom košarkaškom prvenstvu - Kanada 1994. (3. mjesto) | Sastav Hrvatske košarkaške reprezentacije na svjetskom košarkaškom prvenstvu - Kanada 1994. (3. mjesto) |
| --- | --- |
| | |
| Toni Kukoč \| Dino Rađa \| Stojan Vranković \| Arijan Komazec \| Danko Cvjetičanin \| Veljko Mršić \| Vladan Alanović \| Davor Pejčinović \| Josip Vranković \| Alan Gregov \| Ivica Žurić \| Miro Jurić \| trener Giuseppe Giergia | |

| Sastav Hrvatske košarkaške reprezentacije na svjetskom košarkaškom prvenstvu - Kanada 1994. (3. mjesto) | Sastav Hrvatske košarkaške reprezentacije na svjetskom košarkaškom prvenstvu - Kanada 1994. (3. mjesto) |
| --- | --- |
| | |
| Toni Kukoč \| Dino Rađa \| Stojan Vranković \| Arijan Komazec \| Danko Cvjetičanin \| Veljko Mršić \| Vladan Alanović \| Davor Pejčinović \| Josip Vranković \| Alan Gregov \| Ivica Žurić \| Miro Jurić \| trener Giuseppe Giergia | |

| Sastav Hrvatske košarkaške reprezentacije na Europskom prvenstvu u košarci - Atena 1995. (3. mjesto) | Sastav Hrvatske košarkaške reprezentacije na Europskom prvenstvu u košarci - Atena 1995. (3. mjesto) |
| --- | --- |
| | |
| Alan Gregov \| Arijan Komazec \| Toni Kukoč \| Ivica Marić \| Velimir Perasović \| Dino Rađa \| Stojko Vranković \| Josip Vranković \| Veljko Mršić \| Davor Pejčinović \| Vladan Alanović \| Ivica Žurić \| trener Aleksandar Petrović | |

| Sastav Hrvatske košarkaške reprezentacije na Europskom prvenstvu u košarci - Atena 1995. (3. mjesto) | Sastav Hrvatske košarkaške reprezentacije na Europskom prvenstvu u košarci - Atena 1995. (3. mjesto) |
| --- | --- |
| | |
| Alan Gregov \| Arijan Komazec \| Toni Kukoč \| Ivica Marić \| Velimir Perasović \| Dino Rađa \| Stojko Vranković \| Josip Vranković \| Veljko Mršić \| Davor Pejčinović \| Vladan Alanović \| Ivica Žurić \| trener Aleksandar Petrović | |

| Sastav Hrvatske košarkaške reprezentacije na Europskom prvenstvu u košarci - Njemačka, Češka, Gruzija i Italija 2022. | Sastav Hrvatske košarkaške reprezentacije na Europskom prvenstvu u košarci - Njemačka, Češka, Gruzija i Italija 2022. |
| --- | --- |
| | |
| Toni Perković \| Jaleen Smith \| Roko Prkačin \| Krunoslav Simon \| Mario Hezonja \| Dario Šarić \| Lovro Gnjidić \| Karlo Matković \| Ivan Ramljak \| Dominik Mavra \| Ivica Zubac \| Bojan Bogdanović \| trener Damir Mulaomerović | |

| Sastav Hrvatske košarkaške reprezentacije na Europskom prvenstvu u košarci - Njemačka, Češka, Gruzija i Italija 2022. | Sastav Hrvatske košarkaške reprezentacije na Europskom prvenstvu u košarci - Njemačka, Češka, Gruzija i Italija 2022. |
| --- | --- |
| | |
| Toni Perković \| Jaleen Smith \| Roko Prkačin \| Krunoslav Simon \| Mario Hezonja \| Dario Šarić \| Lovro Gnjidić \| Karlo Matković \| Ivan Ramljak \| Dominik Mavra \| Ivica Zubac \| Bojan Bogdanović \| trener Damir Mulaomerović | |